# Bonac-Irazein
Pour les articles homonymes, voir Bonnac et Irazein.
Bonac-Irazein (Bonac-sur-Lez) est une commune française, située dans la vallée du Biros qui se trouve dans le département de l'Ariège en région Occitanie.
Localisée dans l'ouest du département, la commune fait partie, sur le plan historique et culturel, du Couserans, pays aux racines gasconnes structuré par le cours du Salat (affluent de la Garonne). Exposée à un climat de montagne, elle est drainée par le Lez, l'Orle et par divers autres petits cours d'eau. Incluse dans le parc naturel régional des Pyrénées ariégeoises, la commune possède un patrimoine naturel remarquable : deux sites Natura 2000 (le site « vallée de l'Isard, mail de Bulard, pics de Maubermé, de Serre-Haute et du Crabère » et le « massif du mont Valier ») et six zones naturelles d'intérêt écologique, faunistique et floristique.
Bonac-Irazein est une commune rurale qui compte 125 habitants en 2022, après avoir connu un pic de population de 1 073 habitants en 1846. Elle fait partie de l'aire d'attraction de Saint-Girons. Ses habitants sont appelés les Bonacois ou Bonacoises.

## Géographie

### Localisation
- 1Carte dynamique
- 2Carte OpenStreetMap
- 3Carte topographique
- 4Carte avec les communes environnantes

La commune de Bonac-Irazein se trouve dans le département de l'Ariège, en région Occitanie et est frontalière avec l'Espagne (Catalogne).
Sur le plan historique et culturel, Bonac-Irazein fait partie du Couserans, pays aux racines gasconnes structuré par le cours du Salat (affluent de la Garonne), que rien ne prédisposait à rejoindre les anciennes dépendances du comté de Foix.
Elle se situe à 52 km à vol d'oiseau de Foix, préfecture du département, et à 18 km de Saint-Girons, sous-préfecture.
Les communes les plus proches sont :
Balacet (1,0 km), Sentein (1,6 km), Uchentein (2,5 km), Antras (2,6 km), Salsein (4,5 km), Les Bordes-sur-Lez (5,1 km), Sor (5,6 km), Arrien-en-Bethmale (5,9 km).
Bonac-Irazein est limitrophe de huit autres communes dont une dans le Val d'Aran en Espagne.
| Illartein (par un quadripoint), Antras | Aucazein, Argein     | Salsein (par un quadripoint), Balacet |
| Sentein                                | Bonac-Irazein        | Bordes-Uchentein                      |
|                                        | Naut Aran ( Espagne) |                                       |

### Superficie et relief
La superficie cadastrale de la commune publiée par l’Insee, qui sert de références dans toutes les statistiques, est de 38,13 km2,. La superficie géographique, issue de la BD Topo, composante du Référentiel à grande échelle produit par l'IGN, est quant à elle de 38,17 km2. Son relief est particulièrement découpé puisque la dénivelée maximale atteint 2 078 mètres. L'altitude du territoire varie entre 672 m et 2 750 m.

### Géologie
La commune est située dans les Pyrénées, une chaîne montagneuse jeune, érigée durant l'ère tertiaire (il y a 40 millions d'années environ), en même temps que les Alpes. Elle est traversée par la Faille nord-pyrénéenne, qui sépare la Zone axiale pyrénéenne (ZA) ou haute chaîne primaire de la Zone nord-pyrénéenne (ZNP), au nord. Les terrains affleurants sur le territoire communal sont constitués de roches pour partie sédimentaires et pour partie métamorphiques datant du Paléozoïque, une ère géologique qui s'étend de −541 à −252,2 Ma (millions d'années). La structure détaillée des couches affleurantes est décrite dans les feuilles « no 1073 - Aspect » et « no 1085 - Pic-de-Maubermé » de la carte géologique harmonisée au 1/50 000ème du département de l'Ariège, et leurs notices associées.
En matière de géologie, les plus grands cristaux connus de tétraédrite ont été extraits de la mine d'Irazein.

### Hydrographie

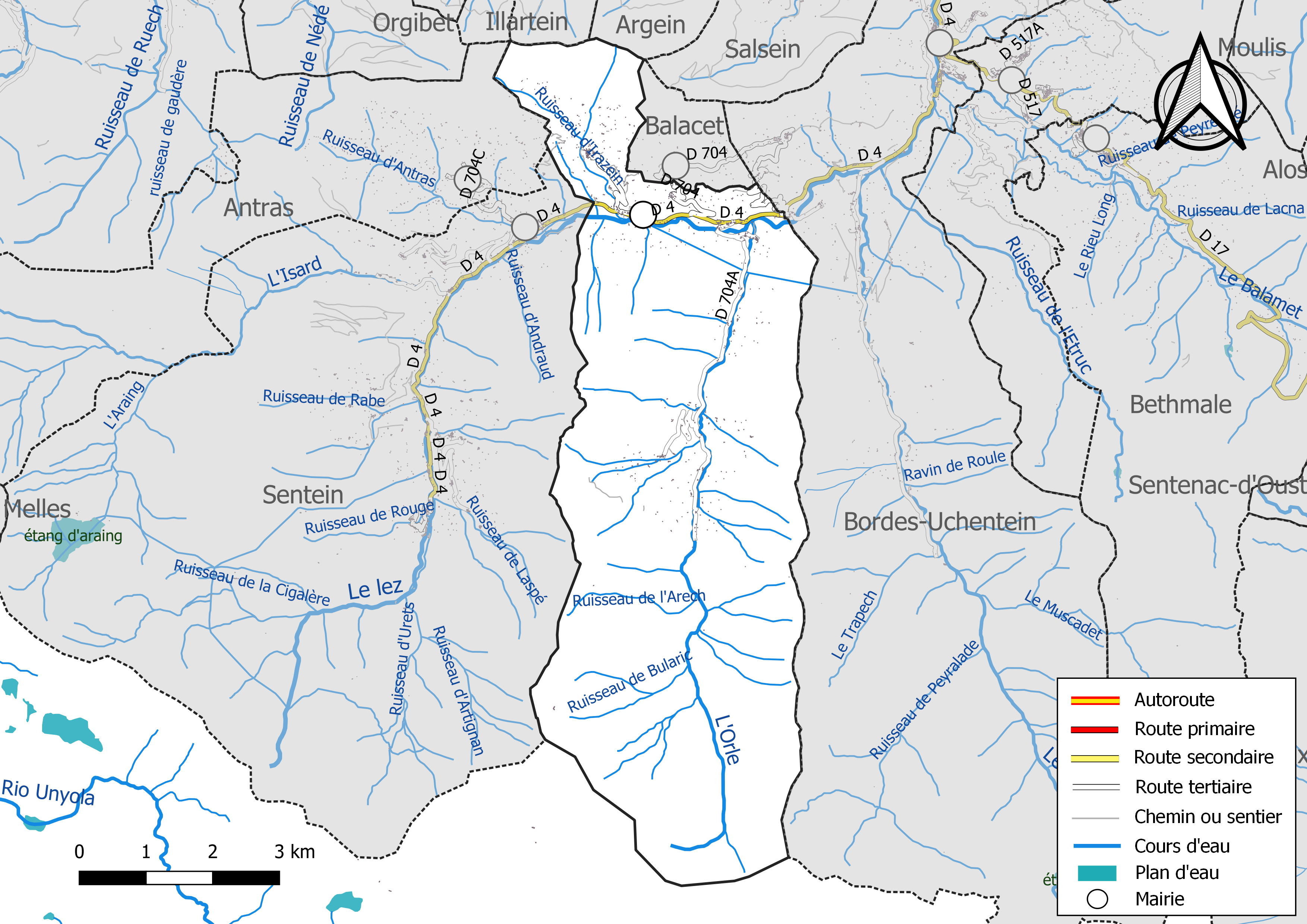
Réseaux hydrographique et routier de Bonac-Irazein.

La commune est dans le bassin versant de la Garonne, au sein du bassin hydrographique Adour-Garonne. Elle est drainée par le Lez, l'Orle, Couloir des Cingles, le ruisseau de Bularède, le ruisseau de Bularic, le ruisseau de la Fourche des Toues, le ruisseau de l'Arech, le ruisseau d'Irazein, le ruisseau Sourd et par divers petits cours d'eau, constituant un réseau hydrographique de 60 km de longueur totale,.
Le Lez, d'une longueur totale de 35,8 km, prend sa source dans la commune de Sentein et s'écoule du sud-ouest vers le nord-est. Il traverse la commune et se jette dans le Salat à Saint-Girons, après avoir traversé 11 communes.
L'Orle, d'une longueur totale de 11,1 km, est entièrement situé sur la commune. Il prend sa source au droit de la fontaine de la Montagnette, au pied du Port d'Orle, à l'extrémité sud de la commune, et se jette dans le Lez aux abords du hameau de Lascoux.

### Climat
Pour des articles plus généraux, voir Climat de l'Occitanie et Climat de l'Ariège.
En 2010, le climat de la commune est de type climat des marges montargnardes, selon une étude s'appuyant sur une série de données couvrant la période 1971-2000. En 2020, Météo-France publie une typologie des climats de la France métropolitaine dans laquelle la commune est exposée à un climat de montagne et est dans la région climatique Pyrénées centrales, caractérisée par une pluviométrie annuelle de 1 000 à 1 200 mm.
Pour la période 1971-2000, la température annuelle moyenne est de 10,2 °C, avec une amplitude thermique annuelle de 15,2 °C. Le cumul annuel moyen de précipitations est de 1 098 mm, avec 10,7 jours de précipitations en janvier et 7,6 jours en juillet. Pour la période 1991-2020, la température moyenne annuelle observée sur la station météorologique la plus proche, située sur la commune d'Augirein à 8 km à vol d'oiseau, est de 11,7 °C et le cumul annuel moyen de précipitations est de 1 257,9 mm,. Pour l'avenir, les paramètres climatiques de la commune estimés pour 2050 selon différents scénarios d'émission de gaz à effet de serre sont consultables sur un site dédié publié par Météo-France en novembre 2022.

### Milieux naturels et biodiversité

#### Espaces protégés
La protection réglementaire est le mode d’intervention le plus fort pour préserver des espaces naturels remarquables et leur biodiversité associée,.
La commune fait partie du parc naturel régional des Pyrénées ariégeoises, créé en 2009 et d'une superficie de 245 973 ha, qui s'étend sur 138 communes du département. Ce territoire unit les plus hauts sommets aux frontières de l’Andorre et de l’Espagne (la Pique d’Estats, le mont Valier, etc) et les plus hautes vallées des avants-monts, jusqu’aux plissements du Plantaurel.

#### Réseau Natura 2000

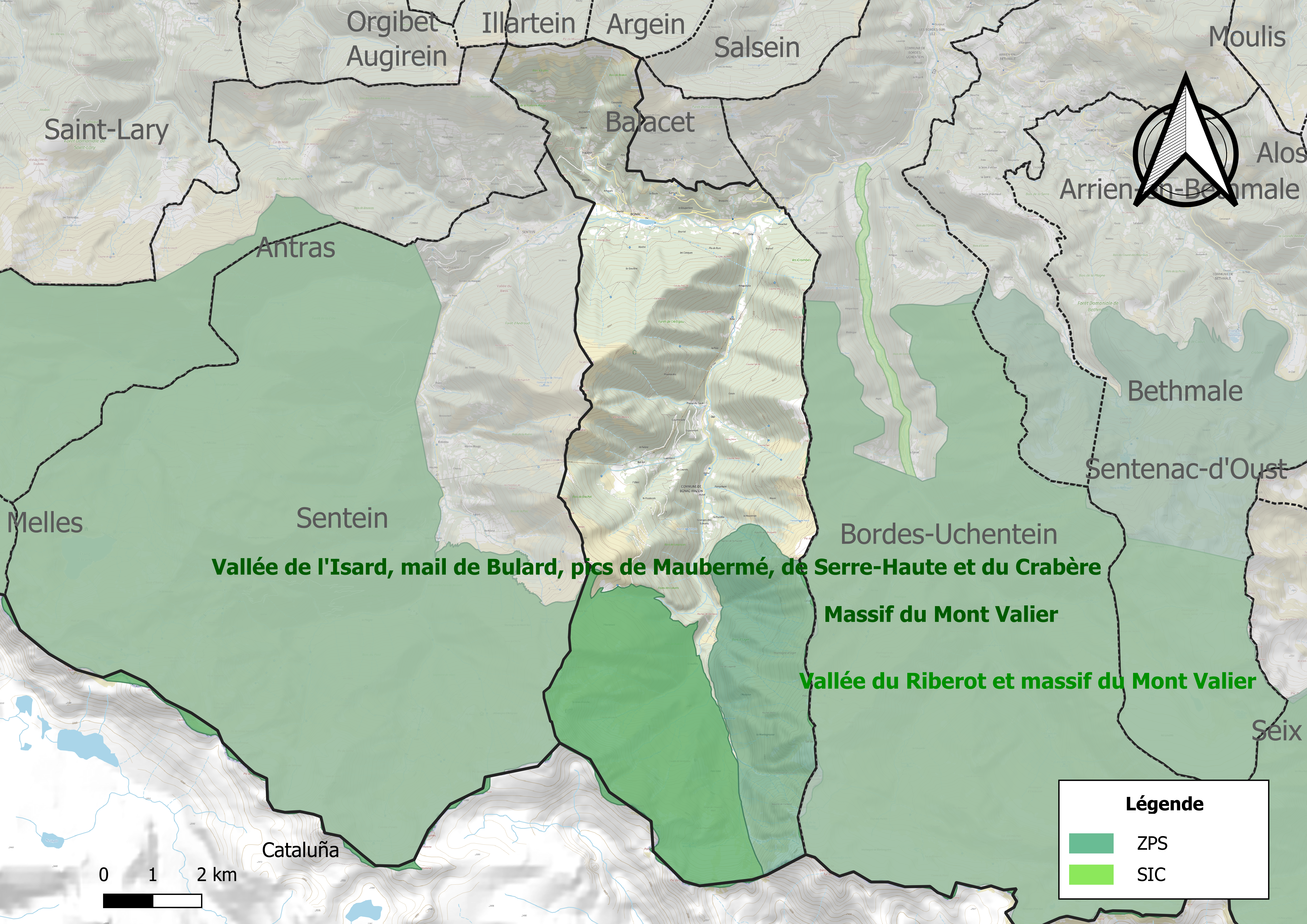
Sites Natura 2000 sur le territoire communal.

Le réseau Natura 2000 est un réseau écologique européen de sites naturels d'intérêt écologique élaboré à partir des directives habitats et oiseaux, constitué de zones spéciales de conservation (ZSC) et de zones de protection spéciale (ZPS).
trois sites Natura 2000 ont été définis sur la commune au titre de la directive oiseaux :
- le site « vallée de l'Isard, mail de Bulard, pics de Maubermé, de Serre-Haute et du Crabère », d'une superficie de 6 428 ha, hébergeant de nombreuses espèces endémiques au titre de la directive Habitats, dont le Lézard des Pyrénées, Ursus arctos (l'ours brun marsicain, réintroduit), le Desman des Pyrénées et la Rosalie des Alpes[30] ;
- le site « vallée de l'Isard, mail de Bulard, pics de Maubermé, de Serre-Haute et du Crabère », d'une superficie de 6 422 ha, 'un écocomplexe avec de nombreuses espèces d'oiseaux endémiques, en limite d'aire, et notamment du Gypaète barbu[31] ;
- le « massif du mont Valier »15616, hébergeant une avifaune de montagne diversifiée, avec, parmi les passereaux le Merle à plastron, le Tichodrome échelette et le Monticole de roche. Neuf espèces de l'annexe I sont données nicheuses dans la ZPS, parmi lesquelles : Gypaète barbu, Aigle royal, Faucon pèlerin, Grand Tétras, Lagopède alpin, Perdrix grise sous-espèce hispaniensisFR7312003FR7312003

#### Zones naturelles d'intérêt écologique, faunistique et floristique
L’inventaire des zones naturelles d'intérêt écologique, faunistique et floristique (ZNIEFF) a pour objectif de réaliser une couverture des zones les plus intéressantes sur le plan écologique, essentiellement dans la perspective d’améliorer la connaissance du patrimoine naturel national et de fournir aux différents décideurs un outil d’aide à la prise en compte de l’environnement dans l’aménagement du territoire.
Trois ZNIEFF de type 1 sont recensées sur la commune :
- la « partie médiane du Lez et affluents entre Sentein et Les Bordes-sur-Lez » (52 ha), couvrant 6 communes du département[33] ;
- le « sud de la vallée de la Bellongue » (6 155 ha), couvrant 16 communes dont 13 dans l'Ariège et 3 dans la Haute-Garonne[34],
- la « vallée du Biros » (8 628 ha), couvrant 5 communes dont 4 dans l'Ariège et 1 dans la Haute-Garonne[35] ;

et trois ZNIEFF de type 2, :
- le « massif du Mont Valier » (0 ha), couvrant 9 communes du département[36] ;
- les « massifs du mont Valier, du Bouirex et montagnes de Sourroque » (32 357 ha), couvrant 18 communes du département[37] ;
- les « montagnes entre la haute vallée de la Garonne et la haute vallée du Lez » (28 414 ha), couvrant 21 communes dont 15 dans l'Ariège et 6 dans la Haute-Garonne[38].

Carte des ZNIEFF de type 1 et 2 à Bonac-Irazein.
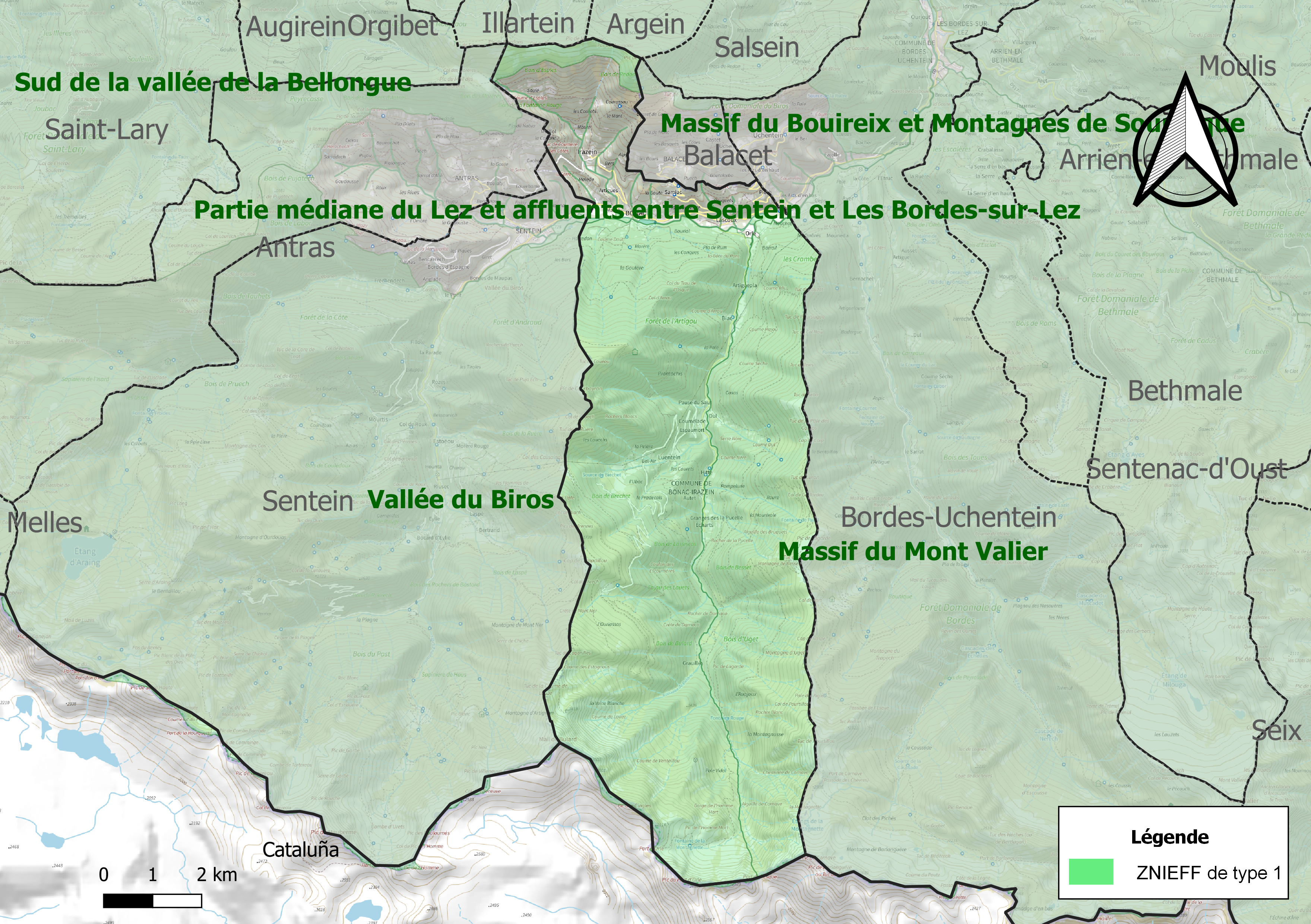
Carte des ZNIEFF de type 1 sur la commune.
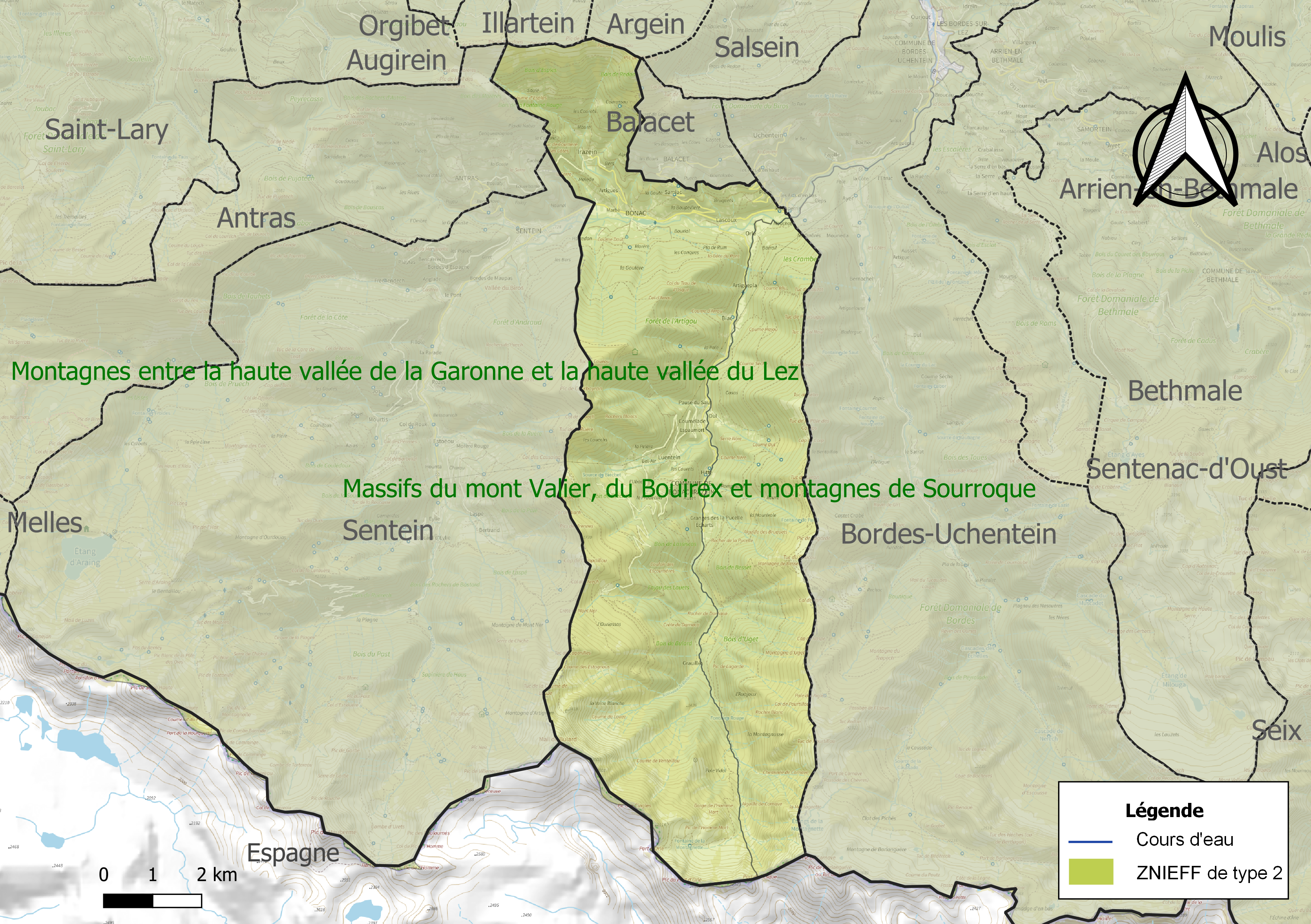
Carte des ZNIEFF de type 2 sur la commune.

## Urbanisme

### Typologie
Au 1er janvier 2024, Bonac-Irazein est catégorisée commune rurale à habitat très dispersé, selon la nouvelle grille communale de densité à 7 niveaux définie par l'Insee en 2022.
Elle est située hors unité urbaine. Par ailleurs la commune fait partie de l'aire d'attraction de Saint-Girons, dont elle est une commune de la couronne,. Cette aire, qui regroupe 70 communes, est catégorisée dans les aires de moins de 50 000 habitants,.

### Occupation des sols

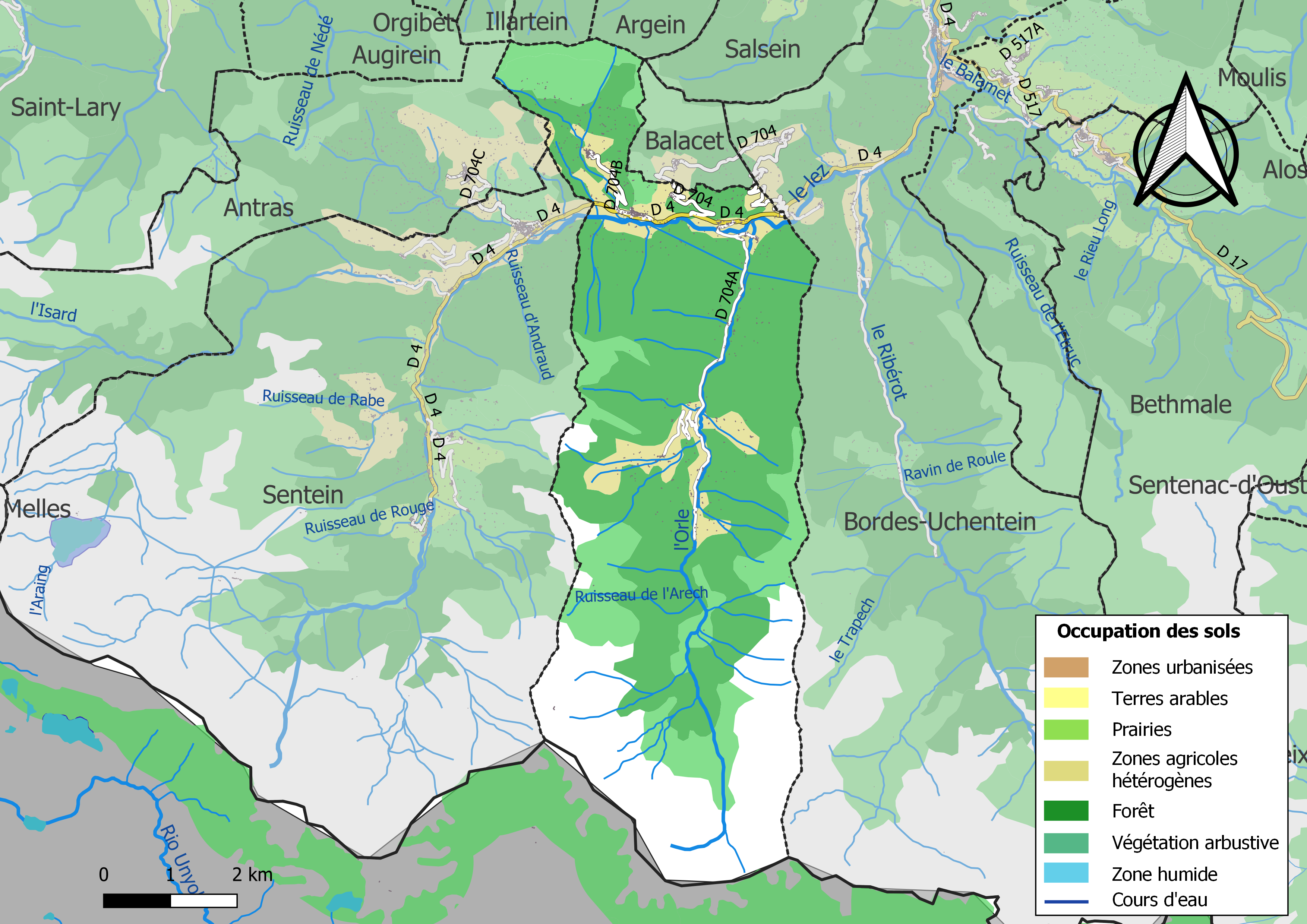
Carte des infrastructures et de l'occupation des sols de la commune en 2018 (CLC).

L'occupation des sols de la commune, telle qu'elle ressort de la base de données européenne d’occupation biophysique des sols Corine Land Cover (CLC), est marquée par l'importance des forêts et milieux semi-naturels (91,8 % en 2018), une proportion identique à celle de 1990 (91,8 %). La répartition détaillée en 2018 est la suivante :
forêts (51,5 %), espaces ouverts, sans ou avec peu de végétation (23,6 %), milieux à végétation arbustive et/ou herbacée (16,7 %), zones agricoles hétérogènes (8,2 %). L'évolution de l’occupation des sols de la commune et de ses infrastructures peut être observée sur les différentes représentations cartographiques du territoire : la carte de Cassini (XVIIIe siècle), la carte d'état-major (1820-1866) et les cartes ou photos aériennes de l'IGN pour la période actuelle (1950 à aujourd'hui).

### Hameaux
Irazein, Lascous..

### Habitat et logement
En 2018, le nombre total de logements dans la commune était de 265, alors qu'il était de 262 en 2013 et de 251 en 2008.
Parmi ces logements, 25,8 % étaient des résidences principales, 61,3 % des résidences secondaires et 12,9 % des logements vacants. Ces logements étaient pour 95,5 % d'entre eux des maisons individuelles et pour 3 % des appartements.
Le tableau ci-dessous présente la typologie des logements à Bonac-Irazein en 2018 en comparaison avec celle de l'Ariège et de la France entière. Une caractéristique marquante du parc de logements est ainsi une proportion de résidences secondaires et logements occasionnels (61,3 %) supérieure à celle du département (24,6 %) et à celle de la France entière (9,7 %). Concernant le statut d'occupation de ces logements, 75,7 % des habitants de la commune sont propriétaires de leur logement (57,1 % en 2013), contre 66,3 % pour l'Ariège et 57,5 % pour la France entière.
| Typologie                                               | Bonac-Irazein | Ariège | France entière |
| ------------------------------------------------------- | ------------- | ------ | -------------- |
| Résidences principales (en %)                           | 25,8          | 65,7   | 82,1           |
| Résidences secondaires et logements occasionnels (en %) | 61,3          | 24,6   | 9,7            |
| Logements vacants (en %)                                | 12,9          | 9,7    | 8,2            |

### Voies de communication et transports
Accès avec les routes départementales D 618 et D 204.

### Risques majeurs
Le territoire de la commune de Bonac-Irazein est vulnérable à différents aléas naturels : inondations, climatiques (grand froid ou canicule), feux de forêts, mouvements de terrains, avalanche  et séisme (sismicité moyenne). Il est également exposé à deux risques particuliers, les risques radon et minier,.

#### Risques naturels

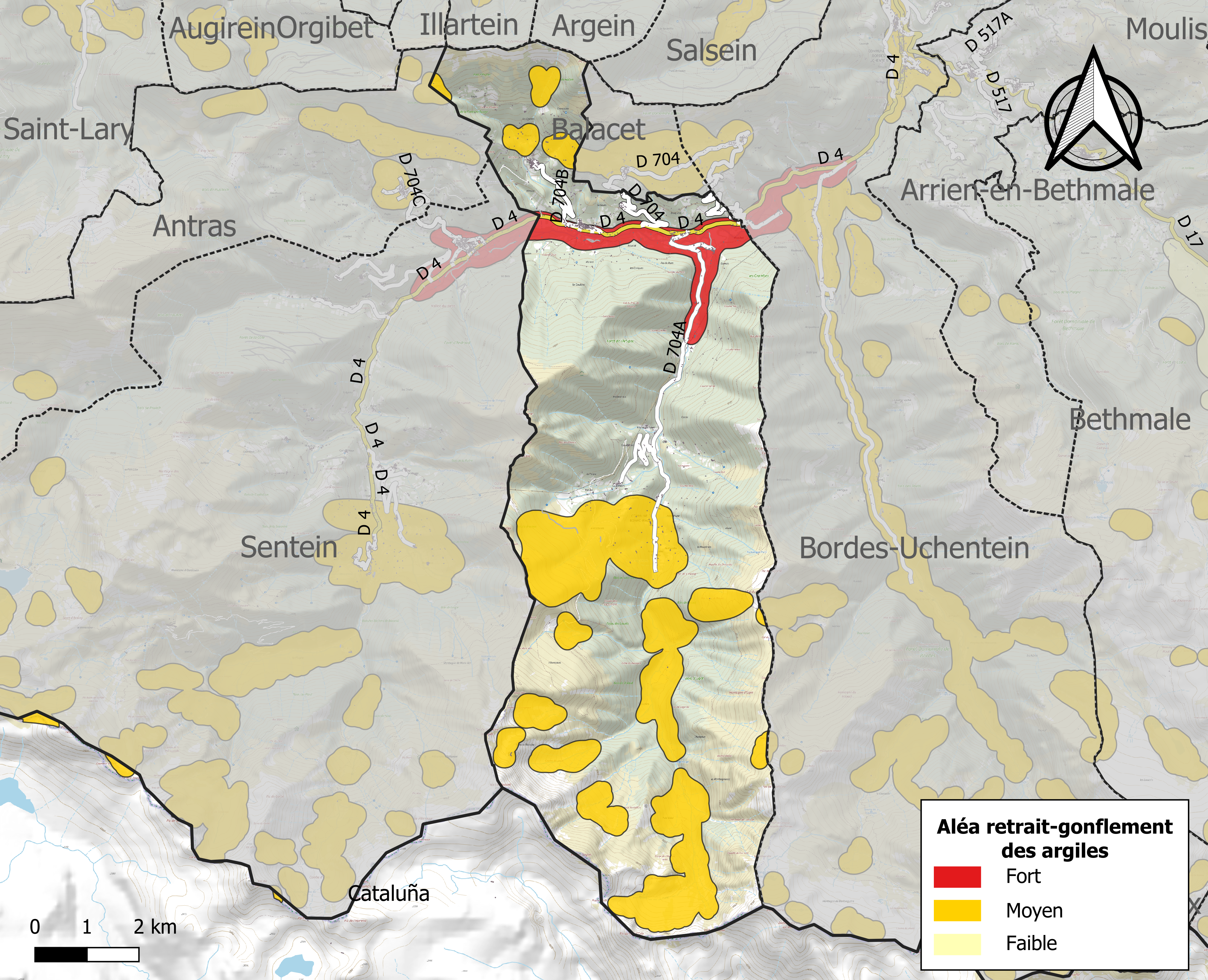
Zonage de l'aléa retrait-gonflement des argiles sur la commune de Bonac-Irazein.

Certaines parties du territoire communal sont susceptibles d’être affectées par le risque d’inondation par crue torrentielle d'un cours d'eau, le Lens, ou ruissellement d'un versant.
Les mouvements de terrains susceptibles de se produire sur la commune sont soit des chutes de blocs, soit des glissements de terrains, soit des mouvements liés au retrait-gonflement des argiles. Près de 50 % de la superficie du département est concernée par l'aléa retrait-gonflement des argiles, dont la commune de Bonac-Irazein. L'inventaire national des cavités souterraines permet par ailleurs de localiser celles situées sur la commune.
Ces risques naturels sont pris en compte dans l'aménagement du territoire de la commune par le biais d'un plan de prévention des risques (PPR) inondation, mouvement de terrain et avalanche approuvé le 11 octobre 2016.

#### Risque particulier
La commune est concernée par le risque minier, principalement lié à l’évolution des cavités souterraines laissées à l’abandon et sans entretien après l’exploitation des mines.
Dans plusieurs parties du territoire national, le radon, accumulé dans certains logements ou autres locaux, peut constituer une source significative d’exposition de la population aux rayonnements ionisants. Toutes les communes du département sont concernées par le risque radon à un niveau plus ou moins élevé. Selon la classification de 2018, la commune de Bonac-Irazein est classée en zone 3, à savoir zone à potentiel radon significatif.

## Toponymie
Irazein a une origine inconnue, mais une influence basque comme dans le val d'Aran tout proche est possible.

## Histoire
En 1389, Jean I du Pac, rend hommage au roi dans le château de Castillon-en-Couserans pour la seigneurie  de Cens, situé à Bonnac,. En 1456, son petit-fils Jean II du Pac rend hommage au roi au même endroit. Ils sont également seigneurs d'Audressein, de La Salle en Biros (Sentein), de Balacet, et de Saint-Jean, et de Portet en Vallongue (Portet d'Aspet).
Anciennes mines de cuivre, de plomb et de zinc. À proximité du port d'Orle (2 318 m), la mine de la Mail de Bulard, dite "la mangeuse d'hommes", était la plus haute d'Europe à 2 350 m et exploitée dans des conditions extrêmes.
Autrefois, avant l'avènement de l'automobile, de nombreux échanges commerciaux s'effectuaient entre le Val d'Aran et le Castillonnais par le port d'Orle (2 318 m) uniquement à pied et pour les produits qui manquaient le plus. Ainsi, du sel était colporté par des Espagnols lesquels, bien entendu, ne repartaient pas à vide de Castillon.
Cependant, le tramway électrique de la ligne de Saint-Girons à Castillon et à Sentein a desservi Bonac de 1913 à 1937. L'ancienne gare a été préservée et la déviation routière du village emprunte le tracé de la ligne.
Le port d'Orle fut l'un des passages utilisés en 1944 par des Républicains espagnols pour une tentative d'invasion du Val d'Aran alors peu défendu par les franquistes.

## Politique et administration

### Découpage territorial
La commune de Bonac-Irazein est membre de la communauté de communes Couserans-Pyrénées, un établissement public de coopération intercommunale (EPCI) à fiscalité propre créé le 18 novembre 2016 dont le siège est à Saint-Lizier. Ce dernier est par ailleurs membre d'autres groupements intercommunaux.
Sur le plan administratif, elle est rattachée à l'arrondissement de Saint-Girons, au département de l'Ariège, en tant que circonscription administrative de l'État, et à la région Occitanie.
Sur le plan électoral, elle dépend du canton du Couserans Ouest pour l'élection des conseillers départementaux, depuis le redécoupage cantonal de 2014 entré en vigueur en 2015, et de la première circonscription de l'Ariège  pour les élections législatives, depuis le redécoupage électoral de 1986.

### Administration municipale
Le nombre d'habitants au recensement de 2011 étant compris entre 100 et 499, le nombre de membres du conseil municipal pour l'élection de 2014 est de onze,.

### Liste des maires
| Période                                  | Période  | Identité         | Étiquette | Qualité                     |
| ---------------------------------------- | -------- | ---------------- | --------- | --------------------------- |
| ..                                       | 1986     | Pierre Pudarrieu | PS        |                             |
| 1986                                     | 2001     | Lucien Gaston    |           |                             |
| mars 2001                                | 2008     | Michel Prat      |           |                             |
| mars 2008                                | 2014     | Claude Morezzi   |           |                             |
| mars 2014                                | En cours | Nadine Neny      | SE-DVG    | Retraitée de l'enseignement |
| Les données manquantes sont à compléter. |          |                  |           |                             |

## Population et société

### Démographie
L'évolution du nombre d'habitants est connue à travers les recensements de la population effectués dans la commune depuis 1793. Pour les communes de moins de 10 000 habitants, une enquête de recensement portant sur toute la population est réalisée tous les cinq ans, les populations de référence des années intermédiaires étant quant à elles estimées par interpolation ou extrapolation. Pour la commune, le premier recensement exhaustif entrant dans le cadre du nouveau dispositif a été réalisé en 2005.

En 2022, la commune comptait 125 habitants, en évolution de +5,04 % par rapport à 2016 (Ariège : +1,48 %, France hors Mayotte : +2,11 %).
| 1793 | 1800 | 1806 | 1821 | 1831 | 1836  | 1841  | 1846  | 1851  |
| ---- | ---- | ---- | ---- | ---- | ----- | ----- | ----- | ----- |
| 828  | 533  | 966  | 797  | 969  | 1 037 | 1 073 | 1 073 | 1 004 |

| 1856 | 1861 | 1866 | 1872 | 1876 | 1881 | 1886 | 1891 | 1896 |
| ---- | ---- | ---- | ---- | ---- | ---- | ---- | ---- | ---- |
| 905  | 932  | 876  | 838  | 820  | 836  | 798  | 725  | 600  |

| 1901 | 1906 | 1911 | 1921 | 1926 | 1931 | 1936 | 1946 | 1954 |
| ---- | ---- | ---- | ---- | ---- | ---- | ---- | ---- | ---- |
| 594  | 596  | 577  | 507  | 412  | 410  | 383  | 310  | 216  |

| 1962 | 1968 | 1975 | 1982 | 1990 | 1999 | 2005 | 2006 | 2010 |
| ---- | ---- | ---- | ---- | ---- | ---- | ---- | ---- | ---- |
| 141  | 109  | 87   | 84   | 61   | 98   | 137  | 137  | 135  |

| 2015 | 2020 | 2022 | - | - | - | - | - | - |
| ---- | ---- | ---- | - | - | - | - | - | - |
| 121  | 122  | 125  | - | - | - | - | - | - |

| selon la population municipale des années : | 1968 | 1975 | 1982 | 1990 | 1999 | 2006 | 2009 | 2013 |
| Rang de la commune dans le département      | 93   | 128  | 137  | 113  | 134  | 138  | 141  | 141  |
| Nombre de communes du département           | 340  | 328  | 330  | 332  | 332  | 332  | 332  | 332  |

### Activités sportives
Cyclisme, pêche, randonnée,

### Enseignement
Bonac-Irazein fait partie de l'académie de Toulouse.
Les élèves sont scolarisés préférentiellement à Sentein mais accessoirement à Castillon-en-Couserans.

### Écologie et recyclage
La déchetterie intercommunale la plus proche se trouve à Audressein.

## Économie

### Emploi
| Division       | 2008  | 2013   | 2018   |
| -------------- | ----- | ------ | ------ |
| Commune        | 18 %  | 16,1 % | 10 %   |
| Département    | 8,9 % | 11,1 % | 11,2 % |
| France entière | 8,3 % | 10 %   | 10 %   |

En 2018, la population âgée de 15 à 64 ans s'élève à 78 personnes, parmi lesquelles on compte 65 % d'actifs (55 % ayant un emploi et 10 % de chômeurs) et 35 % d'inactifs,. En 2018, le taux de chômage communal (au sens du recensement) des 15-64 ans est inférieur à celui du département, mais supérieur à celui de la France, alors qu'en 2008 il était supérieur à celui du département.
La commune fait partie de la couronne de l'aire d'attraction de Saint-Girons, du fait qu'au moins 15 % des actifs travaillent dans le pôle,. Elle compte 25 emplois en 2018, contre 27 en 2013 et 24 en 2008. Le nombre d'actifs ayant un emploi résidant dans la commune est de 45, soit un indicateur de concentration d'emploi de 56,7 % et un taux d'activité parmi les 15 ans ou plus de 47,8 %.
Sur ces 45 actifs de 15 ans ou plus ayant un emploi, 22 travaillent dans la commune, soit 50 % des habitants. Pour se rendre au travail, 69,6 % des habitants utilisent un véhicule personnel ou de fonction à quatre roues, 6,5 % les transports en commun, 13,1 % s'y rendent en deux-roues, à vélo ou à pied et 10,9 % n'ont pas besoin de transport (travail au domicile).

### Activités hors agriculture
12 établissements sont implantés à Bonac-Irazein au 31 décembre 2019.
Le secteur des activités spécialisées, scientifiques et techniques et des activités de services administratifs et de soutien est prépondérant sur la commune puisqu'il représente 25 % du nombre total d'établissements de la commune (3 sur les 12 entreprises implantées à Bonac-Irazein), contre 13,2 % au niveau départemental.
Petit marché chaque jeudi de 17 h à 19 h durant la saison estivale et relais montagnard à Bonac, une production de miel et une boulangerie bio au moulin de montagne reconstitué à Irazein, une brasserie artisanale.

### Agriculture
|                                   | 1988 | 2000 | 2010 |
| --------------------------------- | ---- | ---- | ---- |
| Exploitations                     | 12   | 7    | 3    |
| Superficie agricole utilisée (ha) | 208  | 125  | 66   |

La commune fait partie de la petite région agricole dénommée « Région pyrénéenne ». En 2010, l'orientation technico-économique de l'agriculture  sur la commune est l'élevage d'herbivores hors bovins, caprins et porcins. Trois exploitations agricoles ayant leur siège dans la commune sont dénombrées lors du recensement agricole de 2010 (douze en 1988). La superficie agricole utilisée est de 66 ha.

## Culture locale et patrimoine

### Lieux et monuments
- Lac artificiel de Bonac, sur le Lez, avec aire de camping-car[68].
- Église de la Décollation-de-Saint-Jean-Baptiste de Bonac, restaurée en 1873. La porte date de 1668, avec une inscription latine : « Angusta porta et arcta via quae ducit ad vitam » signifiant en français « Étroite est la porte et étroit est le chemin qui mène à la vie ».

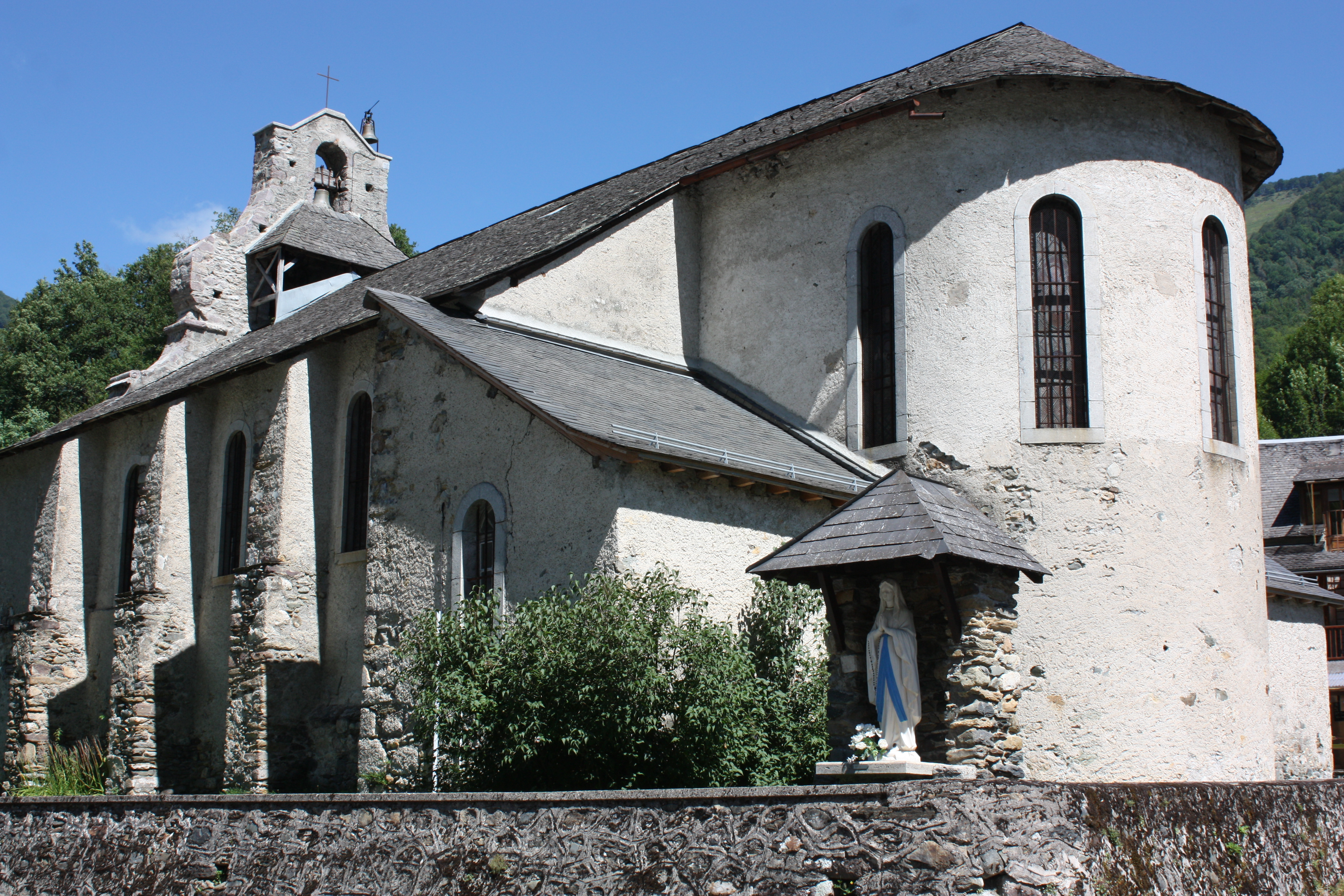
Église de la Décollation-de-Saint-Jean-Baptiste
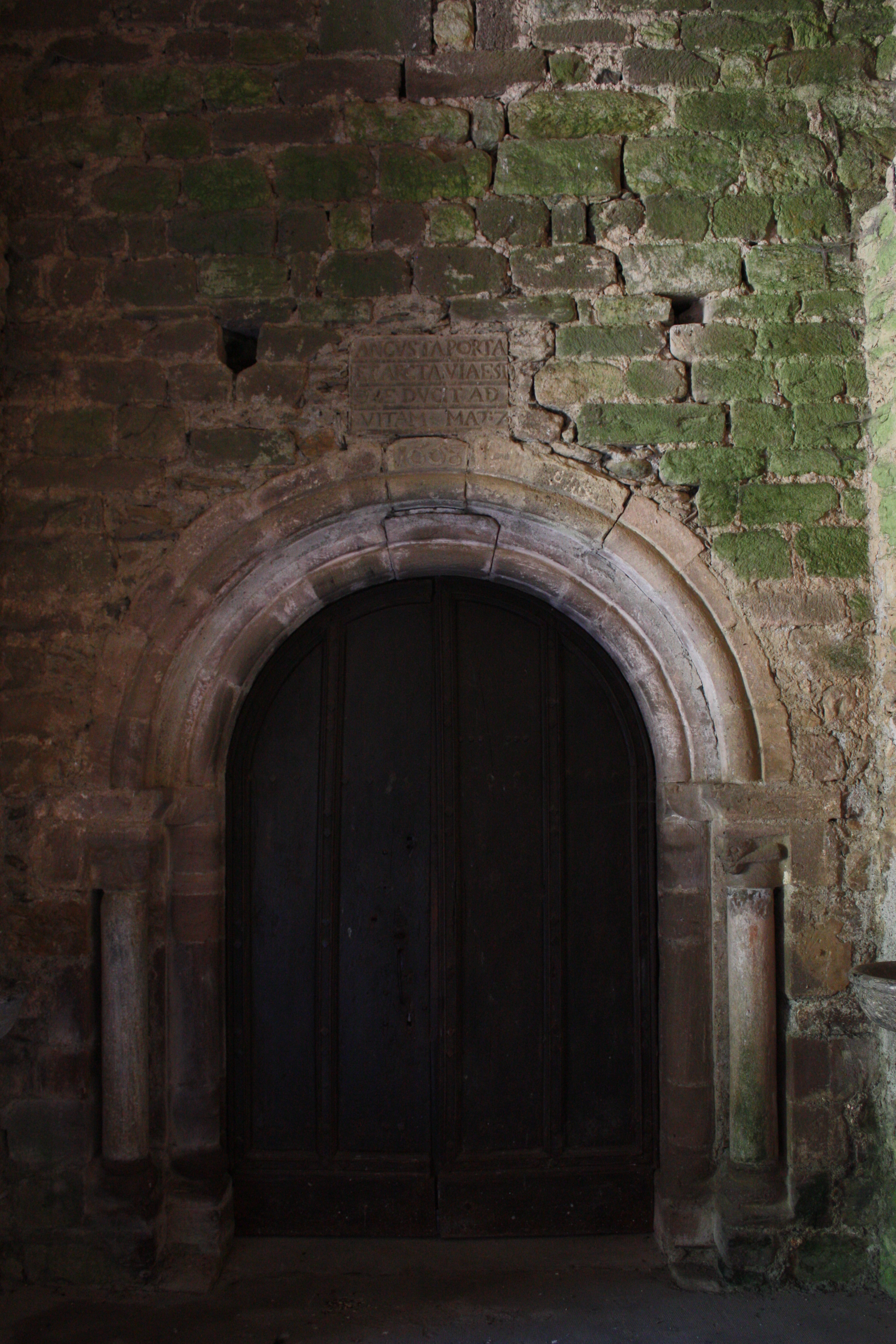
Portail Ouest
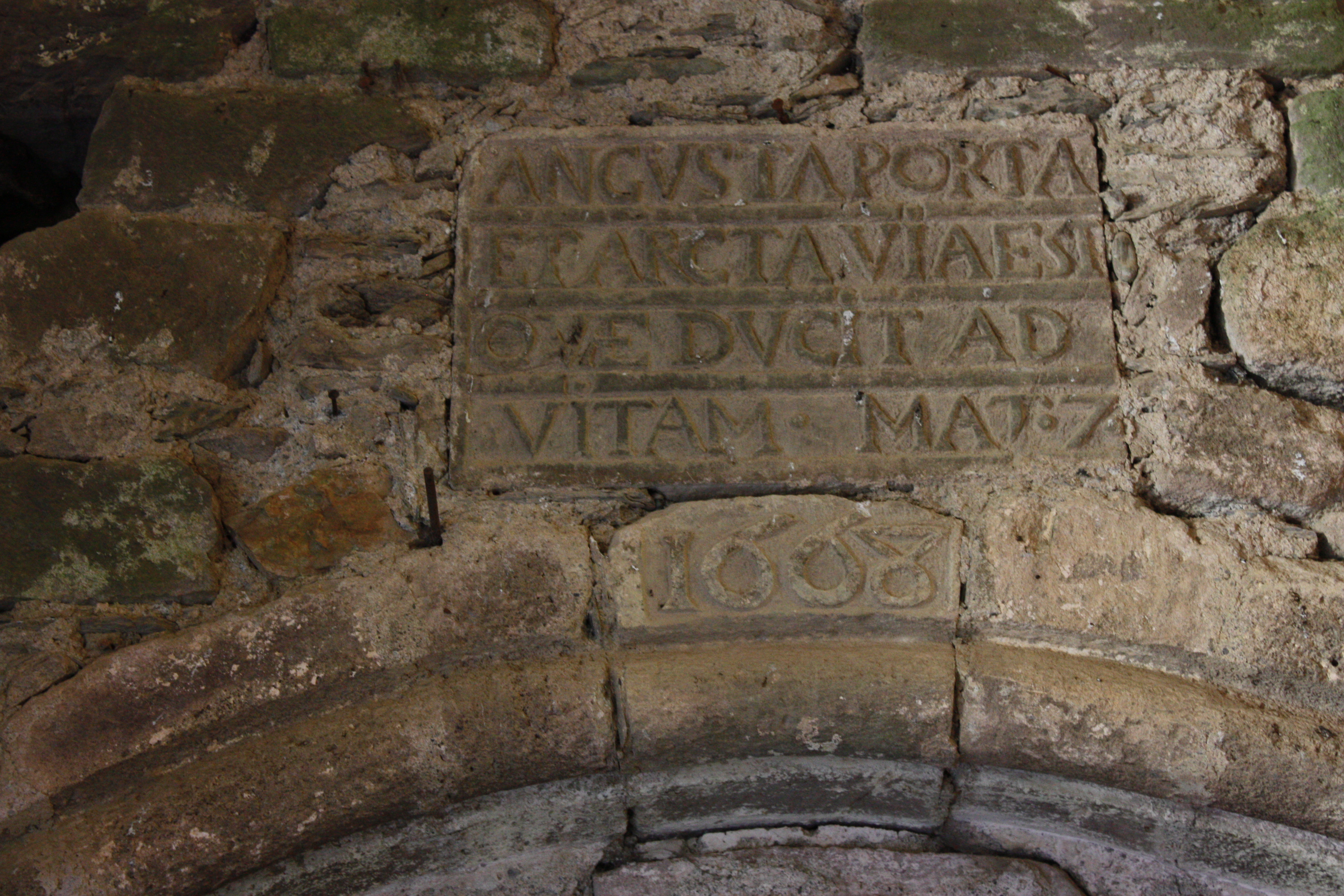
Inscription au-dessus du Portail Ouest ; une date : 1668 et un texte en latin

- Église Saint-Michel d'Irazein.
- Ancienne mine de zinc et de plomb de la mail de Bulard (2750 m et point culminant de la commune) vers le port d'Orle, avec ruines et système de transport du minerai ferroviaire et par câble.
- Grotte d’Aulignac.
- Cascade du Rouet.

## Pour approfondir